# Сансский собор (1141)
Сансский собор 1141 года — один из множества поместных соборов, состоявшихся во французском городе Санс. В 1140 или 1141 году собор был созван с целью обсуждения и осуждения взглядов Пьера Абеляра (1079—1142), рассматривавшихся рядом богословов во главе с Бернардом Клервоским (1090/1091—1153) как еретические. Отказавшись вступать в дискуссию со своими оппонентами, Абеляр покинул собор и в результате был осуждён. Причины конфликта между Бернардом и Абеляром не известны и являются предметом дискуссии. Как правило, они рассматриваются в контексте конфликта двух богословских парадигм, «монашеской» и «схоластической».
Между 1126 и 1126 годами Абеляр согласился стать аббатом удалённого аббатства св. Гильдазия Рюиского в Бретани. Как оказалось, монахи аббатства погрязли в разврате и открыто жили со своими наложницами и детьми. Потерпев неудачу в своих попытках навести порядок в аббатстве, Абеляр решил вернуться к преподавательской деятельности. Не складывая с себя звание аббата, примерно в 1132 году он вернулся в Париж и начал читать лекции по логике, различным христианским вопросам и этике на холме Святой Женевьевы. Выступления Абеляра пользовались огромной популярностью и их посещали интеллектуалы со всей Европы. Согласно мнению большинства исследователей, преподавательская деятельность Абеляра продолжалась до 1141 года, когда была прервана рассматриваемыми событиями. Инициатором преследования Абеляра стал цистерцианский монах и богослов Гильом из Сен-Тьерри, обнаруживший признаки ереси в некоторых положениях учения Абеляра. Весной 1140 года он сообщил письмом о своих открытиях епископу Шартра и своему собрату по ордену Бернарду Клервоскому. Примерно тогда же аналогичный список составил Фома из Мориньи, возможно по поручению Бернарда. Согласно агиографу Бернарда Жоффруа Осерскому, вначале аббат Клерво частным образом пытался убедить Абеляра изменить свои взгляды, и только когда тот отказался это сделать, предал их гласности. Возможно также, что намерения Бернарда были изначально враждебными и его целью было добиться осуждения.
Собор в Сансе состоялся 25 мая 1141 года, однако существуют аргументы в пользу датировки годом раньше, 2 июня 1140 года. Среди приглашённых были представители высшего духовенства, король Людовик VII, представители знати и прочие желающие послушать диспут. Абеляр потребовал от Бернарда либо отказаться от своих обвинений либо предъявить их собору. Однако он не знал, что его противник заранее обсудил с каждым из участников собора выдвигаемые им обвинения. В результате Абеляру был представлен затребованный им перечень, включающий следующие утверждения, относительно которых следовало либо опровергнуть собственное авторство, либо признать и отречься:
- [Бог] Отец есть полное могущество, [Бог] Сын — некоторое могущество, [Бог] Дух Святой не есть какое-либо могущество;
- Святой Дух происходит не от той же субстанции, что Отец и Сын;
- Святой Дух — это Мировая душа;
- Христос воплощался не для того, чтобы освободить нас от суда демонов;
- Ни Христос как богочеловек, ни тот человек, названный Христом, не есть одна из ипостасей Св. Троицы;
- Свободной воли, опирающейся на собственные силы [человека], достаточно, чтобы создавать некоторое благо;
- Бог может сотворить [нечто] или пренебречь им, [но Он мог] сотворить или пренебречь [сотворенным] только тем способом и в то время, в какое он это сотворил, а не иначе;
- Бог не может и не должен мешать злу;
- Адам передал нам не свой грех, но только кару за него;
- Распявшие Христа, не ведавшие Его, не согрешили, ибо ничто из творившегося по неведению не должно вменяться в вину;
- Христос упал духом от страха перед Богом;
- Власть связывать [грехом] и разрешать [от греха] была дана только апостолам, но не их последователям;
- Внешние поступки не делают человека ни лучше, ни хуже;
- Отец, который только творит из ничего, обладает в качестве собственного свойства или особенности силою сотворения, а не Мудростью или Благом;
- В будущей жизни нет страха, даже сыновнего;
- Демон внушает мысль о зле посредством камней и растений;
- Пришествие в конце времен может быть приписано Отцу;
- Душа Христа спускалась в ад не собственной силой, но благодаря Могуществу [Отца];
- Внешний поступок, желание [совершить] этот поступок, вожделение или удовольствие, которое оно возбуждает, не есть грех, если у нас не возникало сознания подавить это удовольствие.

Понимая бесперспективность дискуссии, Абеляр покинул собор, надеясь заручиться поддержкой папы Иннокентия II. Несмотря на наличие влиятельных сторонников в Риме, папа принял позицию собора, и 16 июля того же года издал буллу, отлучающую Абеляра и его сторонников от церкви, накладывающую на него вечное молчание, предписывающее еретику заточение в монастыре и сожжение его книг.
Литература, посвящённая конфликту между Бернардом и Абеляром довольно обширна, и спектр мнений относительно его причин достаточно широк. В советской историографии исследователи предпочитая личностный анализ, противопоставляя «воинствующий католицизм» первого свободомыслию второго. Идеологические различия исследователи видели в различном понимании путей, которые ведут к Богу (А. Я. Гуревич, 2005), конфликте между верой и разумом (M. T. Clanchy, 1997), неприятие Бернардом идеи «учёного» монашеского аскетизма (T. J. Renna, 1976) и неготовностью обоих попробовать понять основания ментальной модели своего оппонента (T. J. Ficarra, 2003). Согласно распространённой точке зрения, персональный конфликт стал следствием столкновения инновации и традиции, схоластического и монашеского способов мышления. Ряд событий, имевших место в предшествующие Сансскому собору десятилетия, могли быть причиной взаимной личной неприязни Абеляра и цистерцианцев.